# Ніка Ожегович
Ніка Ожегович (нар. 21 травня 1985) — колишня хорватська тенісистка.
Найвищу одиночну позицію світового рейтингу — 131 місце досягла 9 липня 2007, парну — 193 місце — 9 жовтня 2006 року.
Здобула 5 одиночних та 3 парні титули туру ITF.
Найвищим досягненням на турнірах Великого шолома було 2 коло в одиночному розряді.
Завершила кар'єру 2011 року.

## Фінали ITF
| Легенда          |
| ---------------- |
| турніри $100,000 |
| турніри $75,000  |
| турніри $50,000  |
| турніри $25,000  |
| турніри $10,000  |

### Одиночний розряд (5–6)
| Результат | Ранг | Дата              | Турнір                      | Покриття   | Суперниця                | Рахунок                |
| --------- | ---- | ----------------- | --------------------------- | ---------- | ------------------------ | ---------------------- |
| Поразка   | 1.   | 24 листопада 2002 | Загреб, Хорватія            | Тверде     | Гана Шромова             | 2–6, 5–7               |
| Перемога  | 1.   | 30 березня 2003   | Афіни, Греція               | Ґрунт      | Лурдес Паскуаль-Родрігес | 6–7(4), 6–0, 6–2       |
| Поразка   | 2.   | 27 квітня 2003    | Хвар, Хорватія              | Ґрунт      | Луція Крезель            | 6–2, 6–7(1), 4–6       |
| Перемога  | 2.   | 31 серпня 2003    | Марибор, Словенія           | Ґрунт      | Люсі Кріґсманнова        | 6–0, 6–1               |
| Поразка   | 3.   | 22 лютого 2004    | Капріоло, Італія            | Тверде     | Емма Лайне               | 6–7(6), 7–6(4), 6–7(4) |
| Перемога  | 3.   | 13 лютого 2005    | Редбрідж (боро), Англія     | Тверде (i) | Олена Балтача            | 6–0, 6–3               |
| Перемога  | 4.   | 18 лютого 2007    | Стокгольм, Швеція           | Тверде (i) | Віржині Піше             | 6–2, 6–2               |
| Поразка   | 4.   | 18 травня 2007    | Загреб, Хорватія            | Ґрунт      | Агнеш Савай              | 0–6, 6–7(2)            |
| Перемога  | 5.   | 29 червня 2008    | Падуя, Італія               | Ґрунт      | Ксенія Палкіна           | 7–5, 6–3               |
| Поразка   | 5.   | 20 липня 2009     | Ле-Контамін-Монжуа, Франція | Тверде     | Патрицья Сандуська       | 4–6, 0–6               |
| Поразка   | 6.   | 29 серпня 2009    | Веленє, Словенія            | Ґрунт      | Александра Крунич        | 3–6, 1–6               |

### Парний розряд (3–3)
| Результат | Ранг | Дата            | Турнір                       | Покриття | Партнерка         | Суперниці                        | Рахунок          |
| --------- | ---- | --------------- | ---------------------------- | -------- | ----------------- | -------------------------------- | ---------------- |
| Поразка   | 1.   | 30 квітня 2004  | Мостар, Боснія і Герцеговина | Ґрунт    | Борка Майсторович | Еві Домінікович Надя Павич       | 4–6, 1–6         |
| Перемога  | 1.   | 11 вересня 2005 | Мадрид, Іспанія              | Тверде   | Андрея Клепач     | Келлі Лігган Седа Норландер      | 6–3, 6–3         |
| Поразка   | 2.   | 10 червня 2006  | Градо, Італія                | Ґрунт    | Мелін Андрійо     | Тіффані Дабек Шанелль Схеперс    | 4–6, 6–4, 6–7(3) |
| Перемога  | 2.   | 21 липня 2006   | Рим, Італія                  | Ґрунт    | Матея Межак       | Дарія Юрак Кіра Надь             | 6–2, 6–3         |
| Поразка   | 3.   | 28 липня 2006   | Монтероні-д'Арбія, Італія    | Ґрунт    | Матея Межак       | Валентіна Сассі Орелі Веді       | 7–5, 4–6, 0–6    |
| Перемога  | 3.   | 16 вересня 2006 | Софія, Болгарія              | Ґрунт    | Матея Межак       | Даниця Крстаїч Маша Зец-Пешкірич | 6–4, 6–3         |